# Waffen-Grenadier Regiment der SS (bulgarisches Nr 1)
Il Waffen-Grenadier Regiment der SS (bulgarisches Nr 1) era un reggimento di fanteria delle Waffen-SS nella seconda guerra mondiale. Venne istituito nella prima metà di novembre del 1944, dopo la decisione della Bulgaria di abbandonare la Germania e schierarsi con gli Alleati. Tale unità era infatti costituita da due battaglioni formati da bulgari che in quel periodo erano nel Reich, e che decisero di combattere per le truppe di Hitler. Complessivamente, aveva una forza di circa 500-600 uomini.
Nell'aprile 1945, questa unità ricevette il nome di SS Panzer-Zerstörer-Regiment (bulgarisches). I tedeschi speravano di riuscire a trasformare questo reggimento in una divisione ma questo non avvenne causa la fine della guerra.
Alla fine della guerra, l'unità bulgara era arrivata ad avere nei suoi quadri già 3.000 volontari.

## Ordine di battaglia
| Nome reparto appartenente al "Waffen-Grenadier Regiment der SS (Bulgarisches nr. 1)" | Comandante reparto                             |
| Stab (quartier generale)                                                             |                                                |
| I. Bataillon                                                                         | Waffen-Obersturmbannfüher der SS Georgi Malkow |
| II. Bataillon                                                                        | Waffen-Hauptsturmfüher der SS Cwetan Bogorow   |
| Panzerjäger-Bataillon con 16 cannoni da 75 mm, 2 da 88 mm                            | Waffen- Hauptsturmfüher der SS Lebibow         |
| Nachrichten kompanie                                                                 | ????                                           |
| compagnia genio pionieri                                                             | ????                                           |
| compagnia comando                                                                    | ????                                           |
| compagnia sanità                                                                     | Waffen-Sturmbannfüher der SS dr Luka Bilarski  |

## Comandanti
| Grado               | Nome           | data inizio incarico | data fine incarico |
| SS-Standartenführer | Günter Alhalt  | 13 novembre 1944     | ? 1944             |
| SS-Oberführer       | Heinz Bertling | ? 1945               | ? 1945             |
| SS-Oberführer       | Bogosanow      | ? 1945               | ? 1945             |
| SS-Oberführer       | Rogosaroff     | ? 1945               | ? 1945             |